# Diane Arbus
Diane Arbus (født Diane Nemerov, 14. marts 1923, død 26. juli 1971) var en amerikansk fotograf. Hun er kendt for sine billeder af mennesker på kanten af samfundet. Hendes fornavn udtales "Dee-ann".
Diane Arbus' billede Identical Twins fra 1967 blev i 2004 solgt for $478,400 og røg dermed ind på niendepladsen på listen over alletiders dyreste fotografier.